# Kaplica św. Jadwigi w Brzegu Dolnym
Kaplica cmentarna św. Jadwigi w Brzegu Dolnym.
Powstała w miejscu, gdzie znajdował się kamień, na którym według tradycji w XIII wieku odpoczywała św. Jadwiga Śląska w drodze ze stolicy książęcej w Legnicy do klasztoru w Trzebnicy.
Fundatorem kaplicy w 1665 r. był baron Georg Abraham von Dyhern, a budynek poświęcono 29.08.1666 r. Kaplica zbudowana została w stylu barokowym, z cegły na planie ośmioboku, z kopułą, zwieńczoną latarnią. W 1701 r. dobudowana została nawa. Do 1740 r. powstała naprzeciwko wejścia druga, mniejsza Kaplica Tajemnicy Męki Pańskiej oraz droga krzyżowa z 14 kapliczkami na drodze do miasta. Obok wzniesiono erem, zamieszkany przez jednego karmelitę z Wołowa, który miał dbać o kaplicę. Przy kaplicy powstał cmentarz.
Brak funduszy spowodował postępującą degradację budowli, która częściowo zawaliła się w 1871 r. Kaplicę odnowiono w 1881 r., zakupiono nowy dzwon. Po powstaniu w sąsiedztwie klasztoru boromeuszek, przejął on opiekę nad kaplicą, a erem rozebrano.
Po 1945 r. kaplica stopniowo niszczała; została odremontowana w 2007 r.